# Aldeanueva de la Serrezuela
Aldeanueva de la Serrezuela è un comune spagnolo di 41 abitanti situato nella comunità autonoma di Castiglia e León.